# سكابا فلو

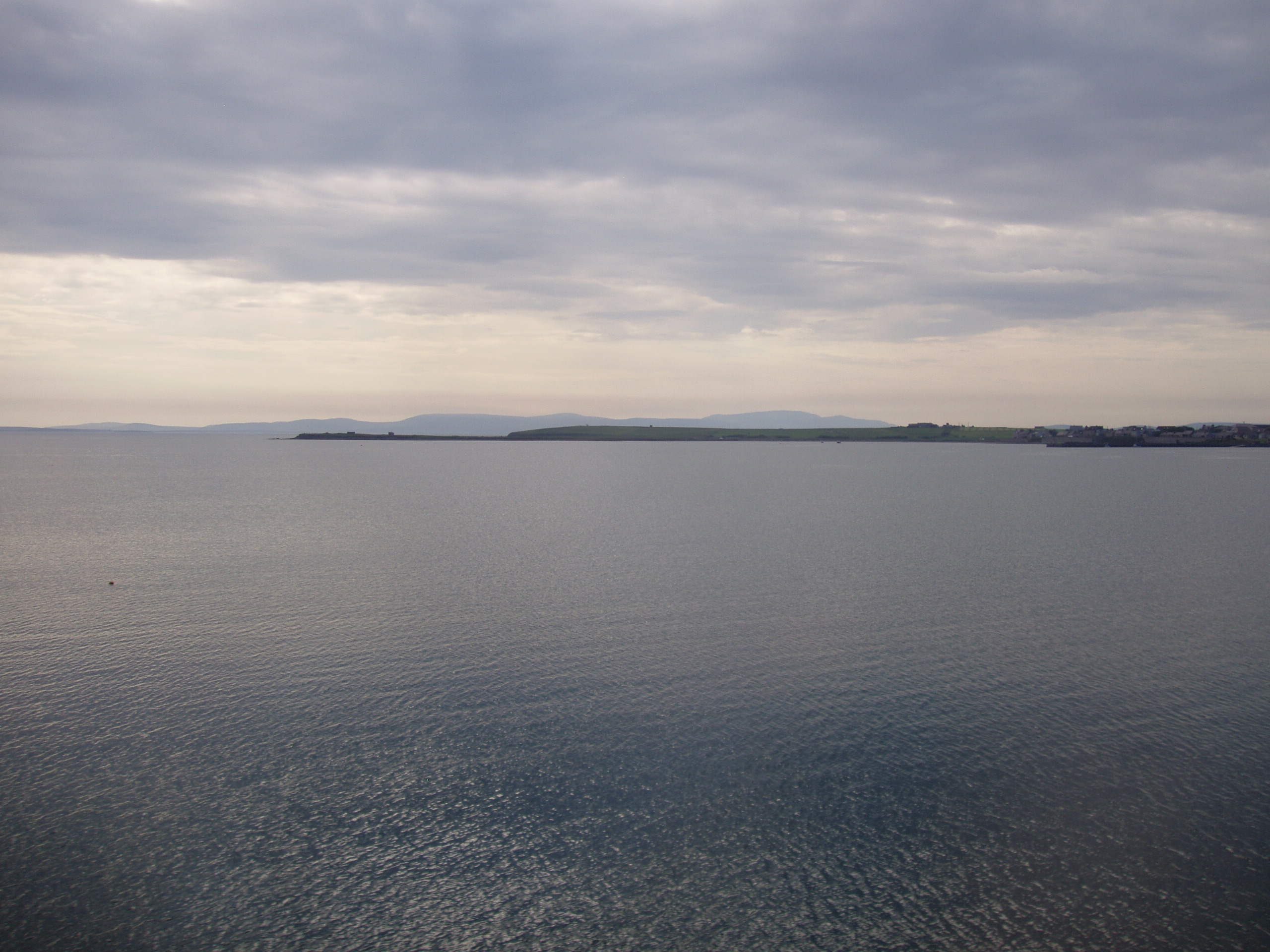
منظر لسكوبا فلو في ناحية نهايته الشرقية

موقع سكوبا فلو

سكوبا فلو؛ سكابا فلو (بالإنجليزية: Scapa Flow)‏ هي مجموعة من المياه في جزر أوركني، إسكتلندا والمملكة المتحدة.

## معرض صور

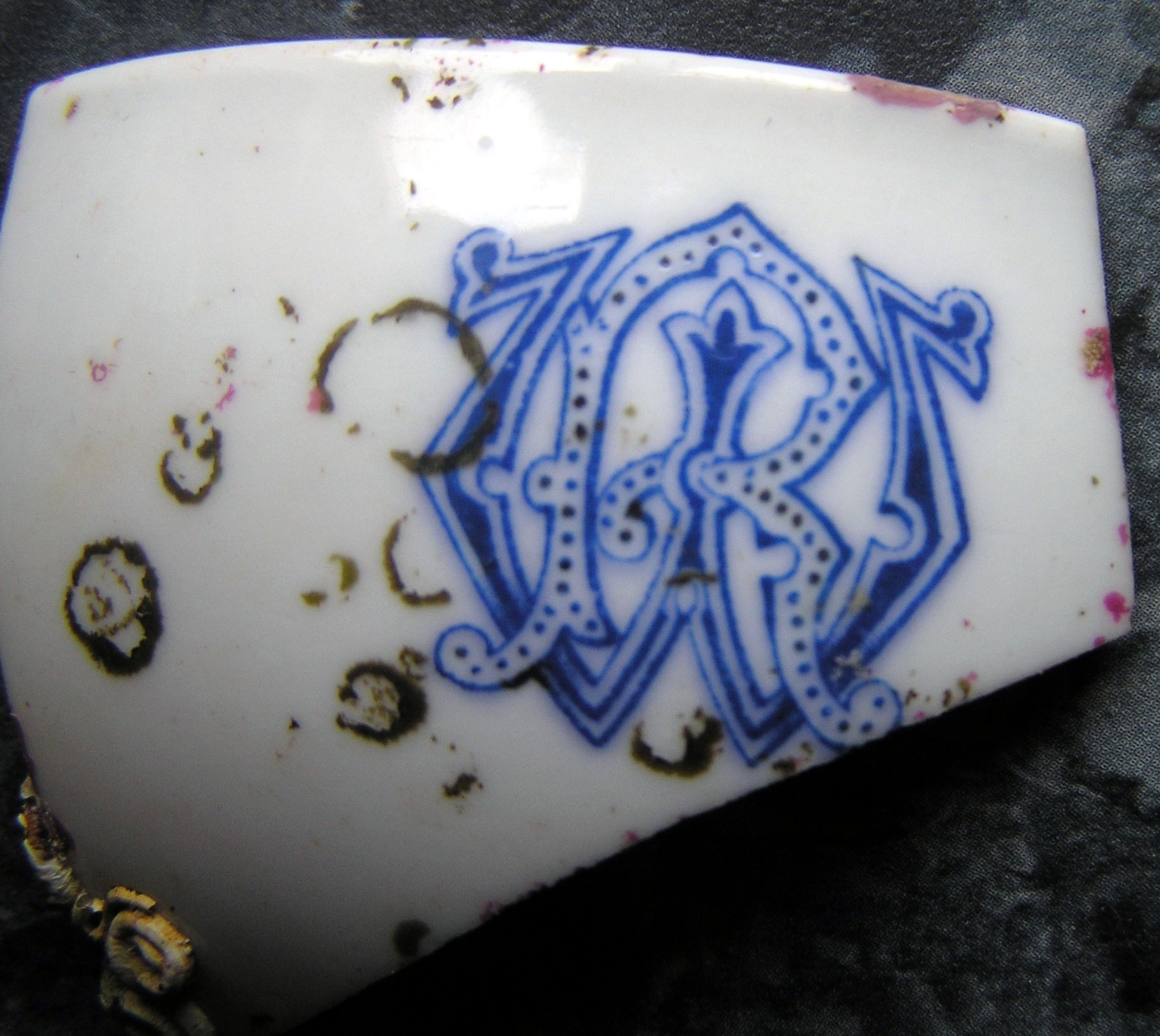
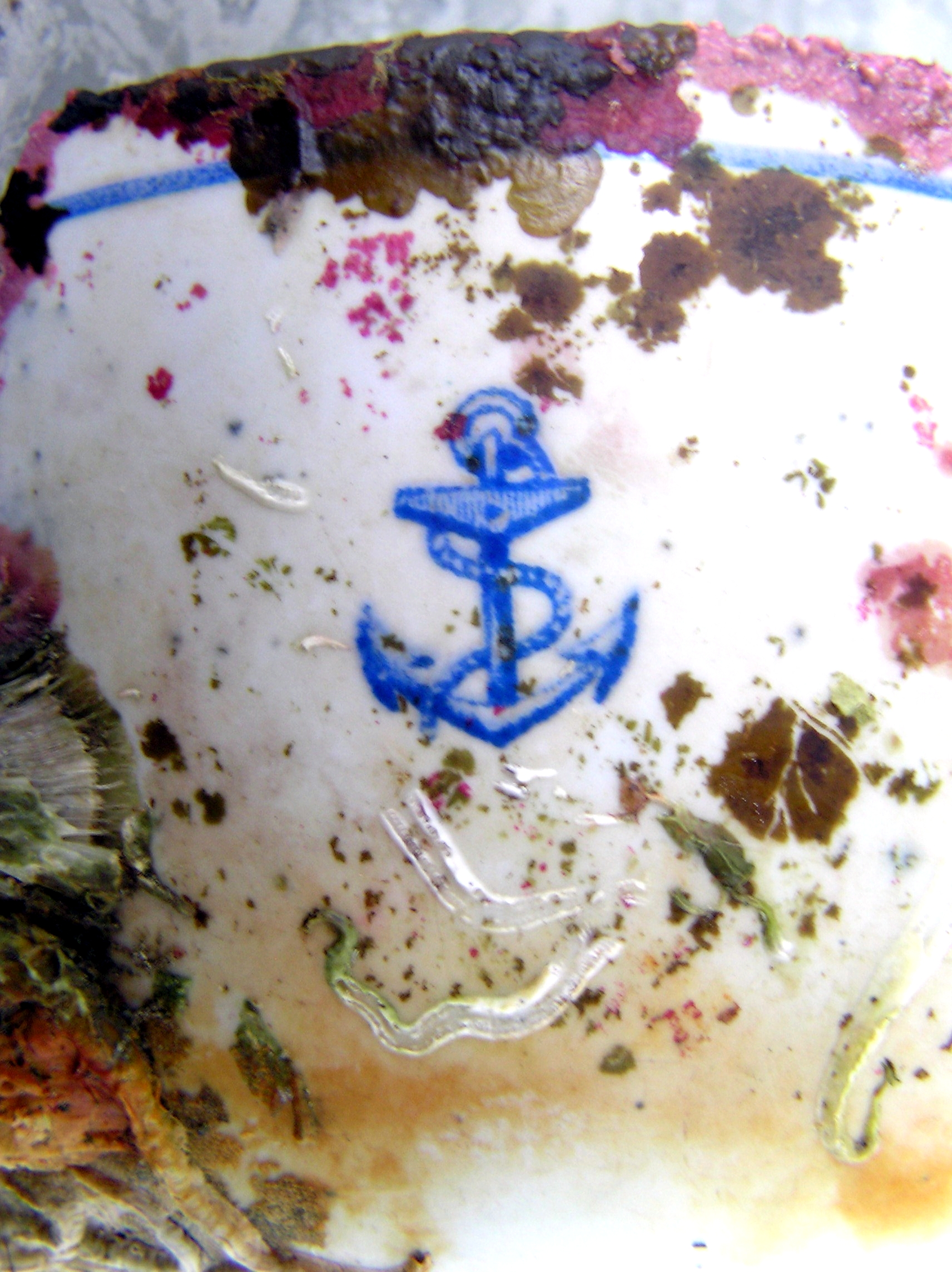
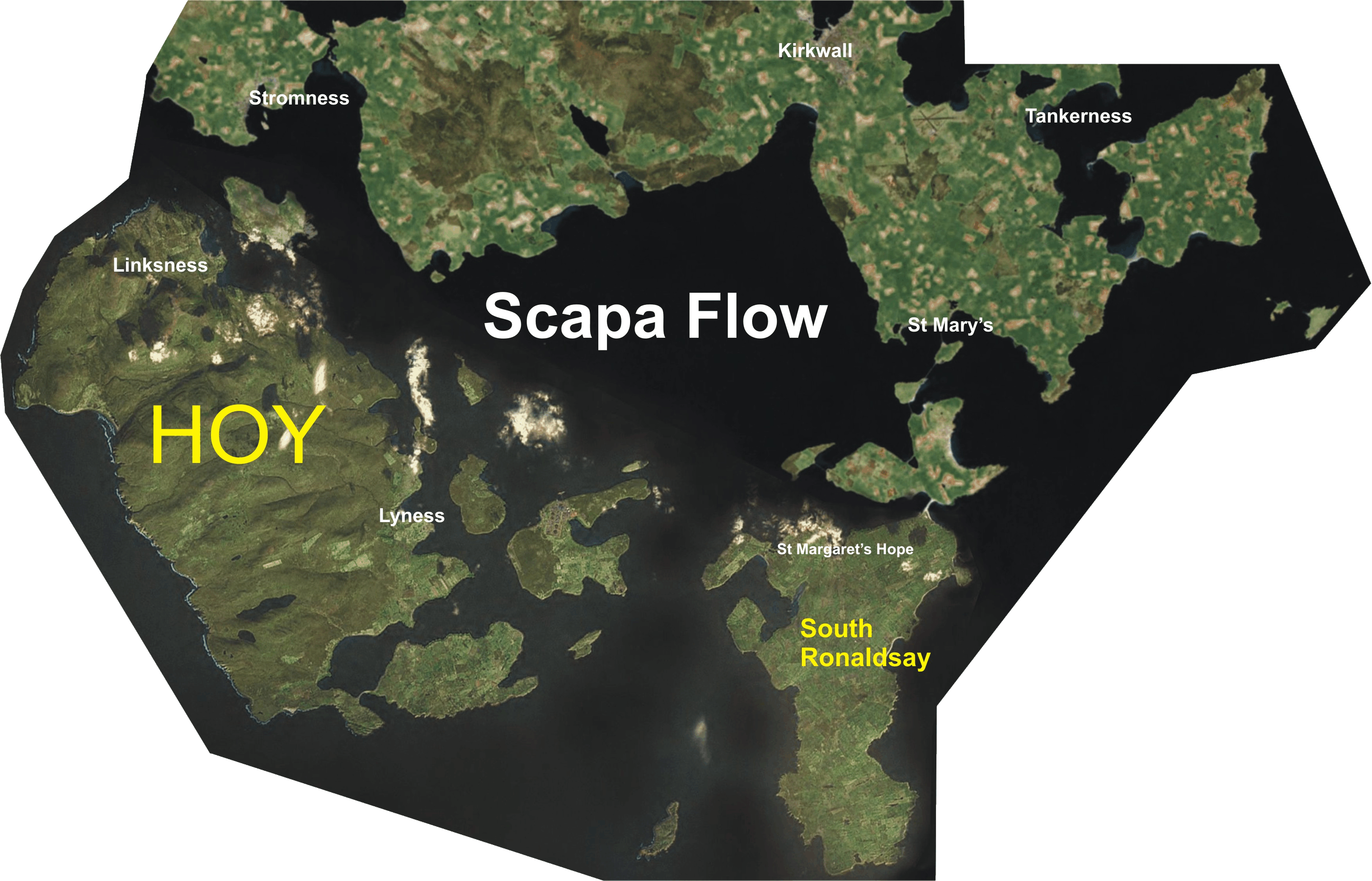